# حمام الحاج صالح
حمام الحاج صالح (بالفارسية: حمام حاج صالح) هو حمام تاريخي يعود إلى السلالة الصفوية والدولة الزندية، ويقع في سقز.

## معرض الصور

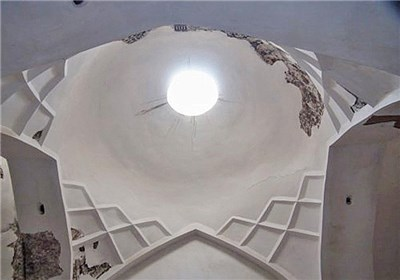
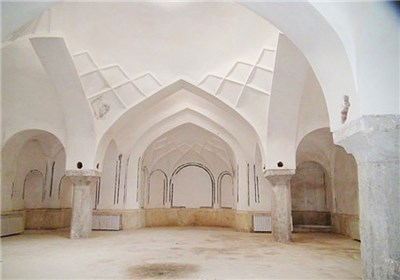
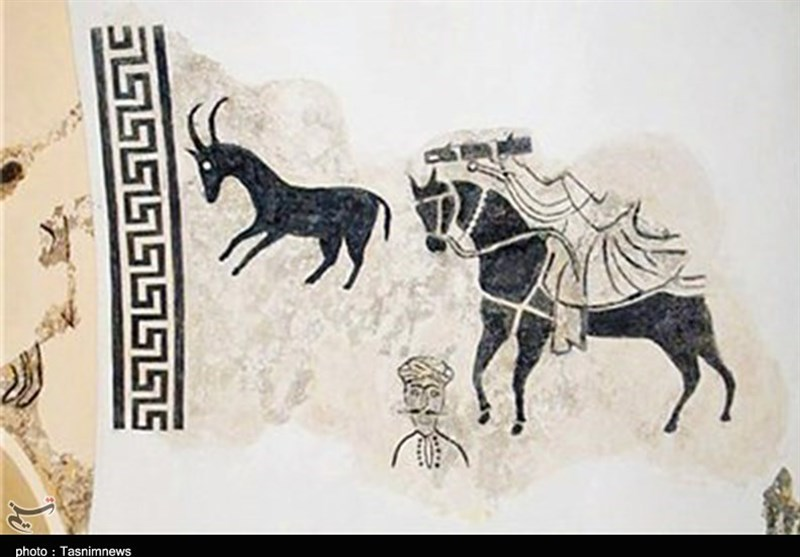